# Colocleora euplates
Colocleora euplates är en fjärilsart som beskrevs av Louis Beethoven Prout 1925. Colocleora euplates ingår i släktet Colocleora och familjen mätare. Inga underarter finns listade i Catalogue of Life.